# Brevipalpus hamelrectae
Brevipalpus hamelrectae är en spindeldjursart som beskrevs av Baker och James P. Tuttle 1987. Brevipalpus hamelrectae ingår i släktet Brevipalpus och familjen Tenuipalpidae. Inga underarter finns listade.